# National Museum of Tanzania
Il National Museum of Tanzania (Museo nazionale della Tanzania) è un consorzio di musei della Tanzania che ha lo scopo generale di raccogliere, conservare ed esporre documenti relativi alla storia e all'ambiente naturale della Tanzania. Il consorzio si sviluppò a partire dal National Museum di Dar es Salaam, istituito nel 1934 dal governatore del Tanganica Harold Mac Michael. In seguito sono diventati parte del National Museum il Village Museum (Dar es Salaam), il National History Museum (Arusha), l'Arusha Declaration Museum (Arusha) e il Mwalimu Julius K. Nyerere Memorial Museum (Butiama).

## Dar es Salaam National Museum

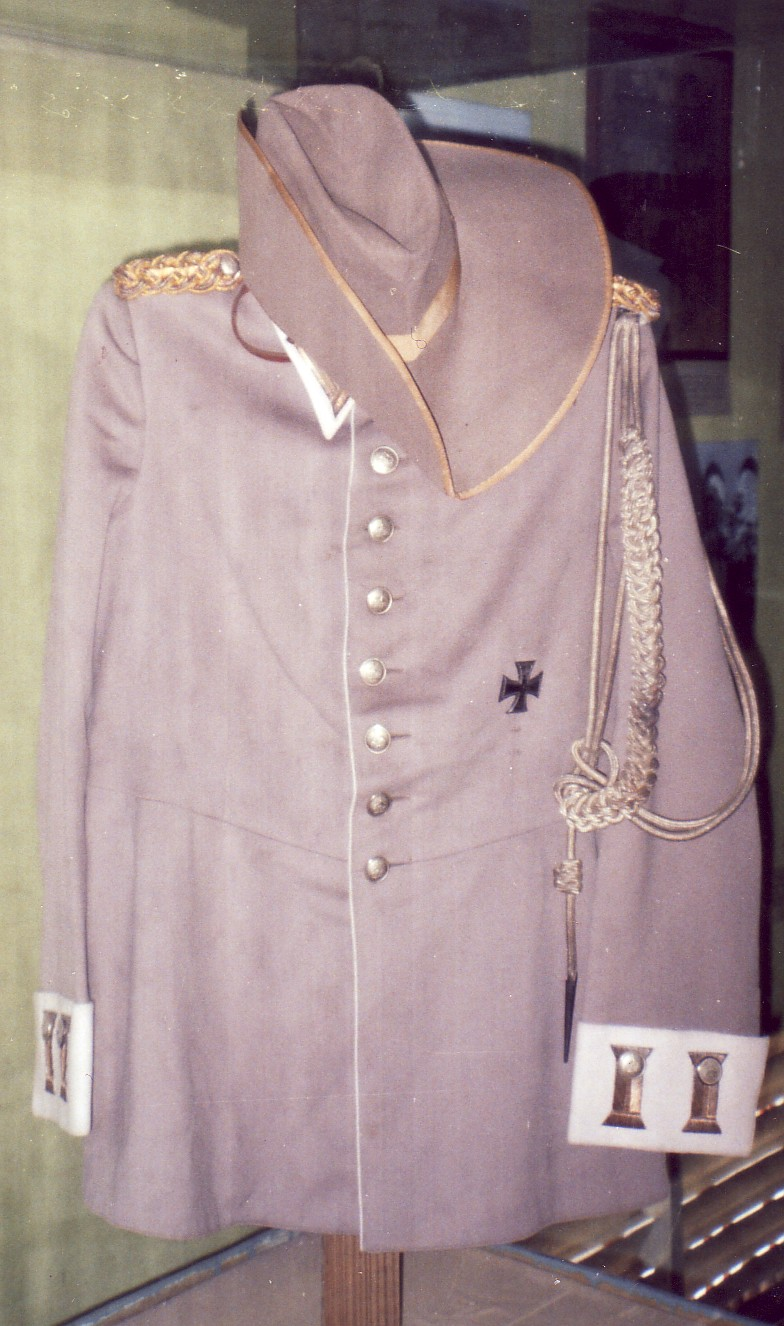
La divisa di Paul Emil von Lettow-Vorbeck

Il Dar es Salaam National Museum si trova a Dar es Salaam, in Shabban Robert Street, accanto ai giardini botanici di Dar. Fu aperto nel 1940, sotto l'amministrazione britannica, inizialmente come museo commemorativo di re Giorgio V d'Inghilterra (nel museo si trova ancora un'automobile originale appartenuta al re); un secondo edificio è stato aggiunto nel 1963. Oggi è gestito dal Dipartimento delle Antichità della Tanzania, ed espone documenti e reperti relativi alla storia, all'ambiente e all'etnografia del paese.
La collezione più nota è quella di reperti relativi alla storia naturale dell'uomo; sono esposti nel museo, tra l'altro, alcuni dei resti di Australopithecus boisei ritrovati da Louis Leakey a Olduvai. Un'altra sezione molto ampia è dedicata alla civiltà shirazi di Kilwa, fiorita sulla costa della Tanzania tra il IX e il XV secolo. Altri reperti storici riguardano il periodo coloniale sia tedesco che britannico e la lotta per l'indipendenza. In particolare è conservata la divisa utilizzata dal colonnello Paul Emil von Lettow-Vorbeck durante la campagna dell'Africa Orientale Tedesca (1914-1918) e altri reperti bellicci dello stesso periodo.
Le esposizioni etnografiche comprendono reperti relativi alle diverse culture native della Tanzania. Vi sono poi esposizioni minori su temi eterogenei, inclusa una raccolta di porcellane cinesi e un'esposizione di monete di rame.

## Village Museum
Il Makumbusho Village Museum, fondato nel 1996, si trova a Dar es Salaam, pochi chilometri a nord del centro della città in direzione di Bagamoyo. È un museo all'aperto costituito dalla ricostruzione di 16 abitazioni tradizionali di diverse etnie della Tanzania. La terra intorno alle capanne è coltivata con prodotti agricoli tipici, e vengono fatte quotidianamente rappresentazioni delle cerimonie e danze tradizionali.

## National History Museum
Il National History Museum di Arusha, aperto nel 1987, si trova in Boma Road. Ci sono due esposizioni permanenti, sull'evoluzione umana e sull'entomologia. Il museo è una attrazione turistica di un certo rilievo nel circuito turistico della Tanzania settentrionale.

## Arusha Declaration Museum
L'Arusha Declaration Museum, aperto nel 1977, si trova ad Arusha, in Kaloleni Road. Ospita documenti e materiali relativi alla storia della Tanzania coloniale, alla lotta per l'indipendenza, e alla storica Dichiarazione di Arusha, in cui venne formulata la dottrina del socialismo africano di Julius Nyerere.

## Nyerere Museum
Il Mwalimu Julius K. Nyerere Memorial Museum, inaugurato nel 1999, si trova a Butiama, città natale e luogo di sepoltura del primo presidente della Tanzania Julius Nyerere. Il museo espone documenti e materiali relativi alla vita di Nyerere.